# 加尔达卡诺
加尔达卡诺（西班牙語：Galdácano）是西班牙巴斯克自治区比斯开省的一个市镇。总面积32平方公里，总人口29544人（2001年），人口密度923人/平方公里。